# Rosenschultertaube
Die Rosenschultertaube (Patagioenas inornata, Syn.: Columba inornata), auch Santa-Domingo-Taube oder Flachlandtaube genannt, ist eine Art innerhalb der Gattung der Amerikanischen Feldtauben. Es ist eine große, kompakt wirkende und dunkel gefärbte Taube, die ausschließlich in der Karibik vorkommt. Es werden drei Unterarten unterschieden.
Die Bestandssituation wird mit nt (=near threatened – potenziell gefährdet) angegeben. Auf Puerto Rico gibt es ein Schutzprogramm, bei der in Gefangenschaft herangezogene Rosenschultertauben ausgewildert werden.

## Merkmale
Rosenschultertauben erreichen eine Körperlänge von 39 bis 41  Zentimetern. Das Gewicht liegt bei durchschnittlich 250 Gramm. Ein Geschlechtsdimorphismus ist nicht vorhanden.
Kopf, Hals und Brust bis zum unteren Bauch sind dunkel kastanienbraun. Die Flanken und die Unterschwanzdecken sind blaugrau. Der Mantel ist grau bis blaugrau, der größte Teil der Flügeldecken ist von gleicher Farbe. Allerdings weisen die Federn der großen Flügeldecken schmale weißliche Säume auf und in der Mitte der mittleren Flügeldecken geht die Graufärbung in ein Kastanienbraun über. Die Armschwingen sind blaugrau, die Handschwingen schwarzgrau mit weißen feinen Säumen. Der Rücken und der Bürzel sowie die Oberschwanzdecken sind blaugrau. Der Schwanz ist schwarz. Die Iris ist grauweiß bis blauweiß mit einem äußeren orangen Ring. Der Orbitalring ist dunkel-violett bis violett-rosa. Der Schnabel ist dünn, lang und von schwärzlicher Farbe. Die Beine und die Füße sind dunkelrot.
Jungvögel gleichen den adulten Vögeln, sind aber etwas matter gefärbt und haben insgesamt einen bräunlicheren Gefiederton.
Im Verbreitungsgebiet der Rosenschultertaube gibt es keine andere Art, mit der sie verwechselt werden kann. Die Stimme der Rosenschultertaube ist ein weiches guck-guuuoo.

## Verbreitungsgebiet und Lebensraum
Die Rosenschultertaube kommt auf Kuba, Jamaika, Haiti, in der Dominikanischen Republik sowie auf Puerto Rico vor. Ihre Bestände sind auf allen Inseln zurückgegangen. Grund dafür ist eine Fragmentierung des Lebensraumes sowie zum Teil erheblicher Jagddruck, obwohl diese Taube auf allen Inseln geschützt ist.
Die Rosenschultertaube kommt von den Tiefebenen bis in Höhenlagen vor und besiedelt sowohl primären als auch sekundären tropischen Regenwald, Kiefernwald, trockene Dornbuschregionen, Mangroven und Offenlandschaften. Gibbs, Barnes und Cox halten fest, dass diese Taubenart abhängig von der Insel, auf der sie jeweils vorkommt, eine unterschiedliche Präferenz für die einzelnen Lebensräume zu zeigen scheint. Auf Kuba ist sie häufiger in Wäldern und Savannen der Tiefebenen sowie in Mangroven und Sumpfgebieten anzutreffen. Auf Jamaika ist sie dagegen eine Vogelart des Hochlands, kommt aber zu bestimmten Jahreszeiten auch in Tiefebenen vor. Auf Haiti zeigt sie eine Präferenz für Kiefernwälder des Hochlands, während sie in der Dominikanischen Republik daneben auch Hartlaubwälder, und Mangroven besiedelt. Auf Puerto Rico ist sie am häufigsten in sekundären Waldgebieten sowie offenen Weidelandschaften. Diese Präferenzen deuten darauf hin, dass die Rosenschultertauben ursprünglich in einer großen Bandbreite von Waldtypen und baumbestandener Landschaften vorkam, andere Umweltfaktoren sie jedoch auf den Inseln ihres Verbreitungsgebietes in spezifische Lebensräume zurückgedrängt haben.

## Lebensweise
Rosenschultertauben leben überwiegend in kleinen Trupps. Außerhalb der Brutperiode können jedoch auch größere Trupps vorkommen. Auf Jamaika zieht sie täglich vom Hochland in die Tiefebenen, um dort nach Nahrung zu suchen. Ihr Nahrungsspektrum ist sehr groß und umfasst Früchte, Beeren, Samen, Schösslinge, Blätter und Blüten.
Auf Kuba und Jamaika fällt die Brutperiode in die Monate April bis Juli während sie auf Puerto Rico ganzjährig zur Brut schreitet. Das Nest ist wie bei allen Amerikanischen Feldtauben eine lose Plattform aus Zweigen. Dieses Nest wird in Hartlaubbäumen, Bambusdickichten, Koniferen und Mangrovendickichten gebaut. Während auf Puerto Rico ein Ei je Gelege typisch ist, umfassen die Gelege auf den anderen Inseln ihres Verbreitungsgebietes jeweils zwei Eier. Die Brutzeit beträgt 13 bis 15 Tage. Die Nestlinge sind mit 21 bis 23 Lebenstagen flügge.

## Trivia
Die Unterart Patjgioenas inornata wetmorei der Rosenschultertaube ehrt den US-amerikanischen Ornithologen Alexander Wetmore, der umfangreiche Studien zur lateinamerikanischen Avifauna vorgenommen hat.

## Einzelbelege
1. 1 2 3   Gibbs, Barnes und Cox: Pigeons and Doves. S. 229.
2. ↑   Patagioenas inornata in der Roten Liste gefährdeter Arten der IUCN 2012. Eingestellt von: BirdLife International, 2012. Abgerufen am 26. September 2016.
3. 1 2 3 4 5   Gibbs, Barnes und Cox: Pigeons and Doves. S. 228.
4. ↑   Stimme der Rosenschultertaube auf Xeno Canto, aufgerufen am 26. September 2016.
5. ↑  Bo Beolens, Michael Watkins: Whose Bird? Men and Women Commemorated in the Common Names of Birds. Christopher Helm, London 2003, ISBN 0-7136-6647-1, S. 205.